# 中華指角蚜
中華指角蚜（学名：Matsumuraja formosana）为常蚜科指角蚜屬下的一个种。